# Steven Davis
Steven Davis (* 1. ledna 1985 Ballymena) je bývalý severoirský profesionální fotbalista, který hrál na pozici defensivního záložníka.

## Klubová kariéra
Davis hrál ve své profesionální fotbalové kariéře za kluby Aston Villa FC, Fulham FC, Southampton FC (všechny Anglie) a Rangers FC (Skotsko).

## Reprezentační kariéra
Steven Davis absolvoval svůj debut za severoirský národní A-tým 9. 2. 2005 v přátelském utkání v Belfastu proti týmu Kanady (prohra 0:1). V roce 2011 si poprvé navlékl kapitánskou pásku. Se svým mužstvem se mohl v říjnu 2015 radovat po úspěšné kvalifikaci z postupu na EURO 2016 ve Francii (byl to premiérový postup Severního Irska na evropský šampionát). Zúčastnil se EURA 2016 ve Francii, kam jej nominoval trenér Michael O'Neill.

## Úspěchy

### Individuální
- Skotský fotbalista roku dle SPFA (2010)[5]